# Korcsmáros Pál
Korcsmáros Pál (Budapest, 1916. május 22. – Budapest, 1975. május 24.), magyar grafikus, könyvillusztrátor, képregényrajzoló és újságíró, Korcsmáros Péter operaénekes és Korcsmáros György színész, rendező édesapja. Nagybátyja Korcsmáros Nándor (1883–1959) író, újságíró.

## Életrajz
A kereskedelmi iskola elvégzése után műszaki rajzoló, majd törvényszéki tudósító lett. 1944-ben az üldözések idején segített a bajba jutottakon, hamis iratokat készített számukra.
A háború befejezése után a sajtóhoz került. 1945-től a Kossuth Népe, a Képes Hét, a Friss Újság, a Béke és Szabadság munkatársa, közben egy ideig a Néphadsereg Lapjának tördelőszerkesztőjeként is dolgozott. Első képregénye 1955-ben a Szabad Ifjúságban jelent meg Hazádnak rendületlenül… címmel, amely Vörösmarty Mihály életét dolgozta fel.
1957-ben a Füles című hetilap egyik alapító tagja. Az 1958-ban megjelent Dumas Monte Cristo grófjának adaptációját tartják az első, igazán kiforrott képregényének. Tíz éven át tartó diadalút vette kezdetét, megszülettek a műfaj emblematikus darabjai, Rejtő Jenő Piszkos Fred, a kapitányával az élen.
A realista stílust képes volt annyira groteszkre torzítani, hogy a Rejtő-regények legavatottabb rajzolójává vált, de Rideg Sándor Indul a bakterházát is nehéz lenne más figurákkal elképzelni. Volt úgy, hogy pályája csúcsán 180 képkockát rajzolt meg havonta.
Korcsmáros népszerűsége töretlen maradt, míg 1968-ban meg nem romlott látása, és egyre gyengébb minőségű rajzokat készített. Operációja után még visszatért régi, letisztult stílusához, de rajzban már nem volt olyan dinamikus, mint fénykorában.
1975. május 24-én hunyt el Budapesten.

## Emlékezete

### Korcsmáros Pál-díj
A Képes Kiadó a Magyar Képregény Szövetség közreműködésével 2012-ben hozta létre a róla elnevezett díjat. A Korcsmáros Pál-díjat az a képregényrajzoló nyerheti el, aki előző évben a legkiemelkedőbb teljesítményt nyújtotta, akár hazai publikációkkal és egyéb tevékenységgel, akár külföldi megjelenésekkel.

## Főbbképregényei
- Dumas: A három testőr (1959)
- Gárdonyi Géza: Egri csillagok (1959)
- Arany János: Toldi (1963)
- Rejtő Jenő: Piszkos Fred, a  kapitány (1964)
- Rideg Sándor: Indul a bakterház (1967)
- Heltai Jenő: Az ezerkettedik éjszaka (1973)
- A Rejtő Jenő-képregényeket felújítva és színezve 2004-től keményfedeles kiadásban újra megjelentette a Képes Kiadó.[3]